# Michelle Tong Mam
Michelle Tong Mam, née le 8 août 1984, est une lutteuse camerounaise.

## Carrière
Michelle Tong Mam évolue dans la catégorie des moins de 51 kg. Elle est 5e aux Jeux africains de 2003 à Abuja, médaillée de bronze aux championnats d'Afrique 2009 à Casablanca et 5e aux championnats d'Afrique 2010 au Caire.